# Lathrolestes bullatus
Lathrolestes bullatus là một loài tò vò trong họ Ichneumonidae.